# Sistema de controles de voo
Um Sistema de controle de voo convencional de uma aeronave de asa fixa consiste em superfícies de controle de voo, seus respectivos controles na cabine de pilotagem, cabos de comando e os mecanismos necessários para controlar a direção de uma aeronave em voo. Os controles de motor também são considerados como controles de voo, uma vez que alteram a velocidade. 
Os fundamentos dos controles de voo são explicados no artigo Dinâmica de voo (aeronaves de asa fixa). Este artigo é centrado nos mecanismos operacionais dos controles de voo. O sistema básico em uso nas aeronaves apareceu pela primeira vez de forma facilmente reconhecível em Abril de 1908, no monoplano pioneiro Blériot VIII de Louis Blériot.

## Controles na cabine de pilotagem

### Controles primários
Normalmente, os comandos de voo primário na cabine são os seguintes:
- um manche (também conhecido como em inglês:  control column), um stick central ou um side-stick (os dois últimos são coloquialmente conhecidos como controle ou joystick), controlam os movimentos de roll e pitch, movimentando os  ailerons (ou ativando o sistema de "wing warping" em alguns projetos de aeronave antigos) quando girado para a esquerda e direita, e movimenta o profundor quando movido para frente e para trás.
- pedais do leme, ou nos projetos antigos anteriores a 1919 uma barra do leme, para controlar o yaw, que movimenta o leme; aplicando o pé esquerdo, irá mover o leme para a esquerda.
- controles de potência ou empuxo para controlar a velocidade ou empuxo de um motor aeronáutico.

O manche varia bastante nos diversos modelos de aeronaves. Existem manches onde o roll é controlado ao rodá-lo no sentido horário ou anti-horário (como em um carro) e o pitch sendo controlado ao levar a coluna de controle mais próxima ou mais afastada do piloto, enquanto em outros modelos ocorre por deslizar o manche para dentro e para fora do painel de instrumentos (como a maior parte dos aviões da Cessna), e em alguns o roll é controlado por deslizar o manche inteiro para um lado e para outro (como no Cessna 162). O stick central também varia entre as aeronaves. Alguns são conectados diretamente às superfícies de controle através de cabos, enquanto outros (aeronaves fly-by-wire) possuem um computador entre os controles e os atuadores elétricos.

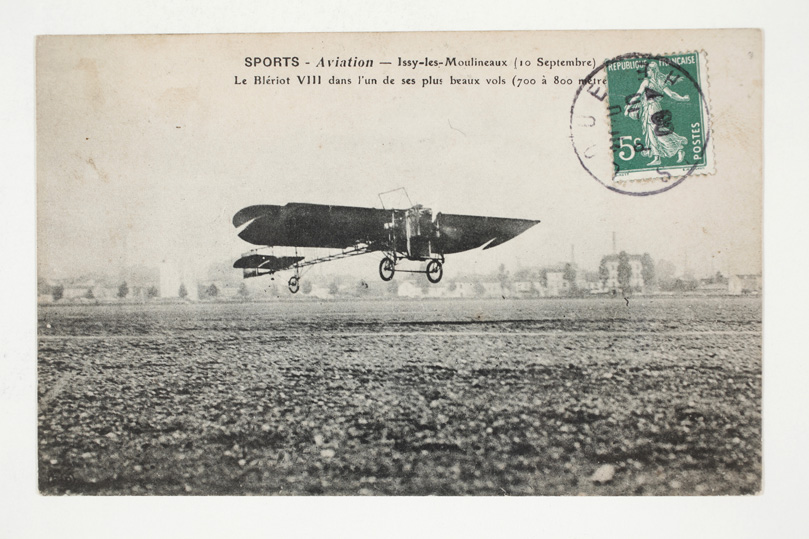
O Blériot VIII em Issy-les-Moulineaux, o primeiro projeto de aeronave navegável a ter a forma inicial dos controles de voo modernos para o piloto

Mesmo quando uma aeronave usa superfícies de comando variadas, tais como aeronaves com cauda em V, flaperon ou elevon, para evitar confusão pelo piloto, o sistema de controle de voo da aeronave é projetado de forma que o manche ou stick tenham os controles convencionais para pitch e roll e os pedais do leme para yaw.  O padrão básico para os controles de voo modernos teve seu início dado pelo francês Robert Esnault-Pelterie, com seu colega francês e aviador Louis Blériot popularizando o formato de controle de Esnault-Pelterie inicialmente no monoplano Blériot VIII em Abril de 1908, padronizando o formato em Julho de 1909 com o modelo que iria cruzar o Canal da Mancha, Blériot XI. Os controles de voo são ensinados desta forma por muitas décadas, popularizado em livros de instrução inicial de voo.
Em algumas aeronaves, as superfícies de controle não são manipuladas por cabos. Em aeronaves ultraleves e planadores motorizados, por exemplo, não existem estes mecanismos. Ao contrário, o piloto simplesmente levanta a superfície com a mão (utilizando uma armação rígida que fica sob a superfície) e a move.

### Controles secundários
Além dos comandos de voo primário para roll, pitch e yaw, existem controles secundários em algumas aeronaves, dando ao piloto um maior controle sobre o voo ou para diminuir a carga de trabalho. O comando mais comum é uma roda ou outro dispositivo para controlar o compensador do profundor, de forma que o piloto não precisa manter uma força constante para frente ou para trás afim de manter uma atitude específica (outros tipos de compensadores, para o leme e aileron, são comuns em aeronaves maiores, mas também aparecem em aeronaves menores). Muitas aeronaves possuem flaps, controlados por um botão ou alavanca mecânica, ou até sendo completamente automatizado e controlado por computadores, que alteram a forma da asa para maior manobrabilidade em baixas velocidades, sendo utilizados também para decolagens e pousos. Outros sistemas de controle de voo secundários podem também aparecer, como os slats, spoilers, freios aerodinâmicos e asa com geometria variável.

### Controles emhelicópteros[5]

Comandos de voo de um Bell 406. Em azul o manche cíclico, em rosa a alavanca de passo coletivo e em verde os pedais

O conjunto de comandos de voo em um helicóptero guarda alguma correlação com os comandos de voo de um avião, mas atuam de forma diversa.
O manche cíclico, normalmente operado com a mão direita, localiza-se entre as pernas do piloto e controla o passo das pás do(s) rotor(es) principal(is) de forma cíclica, fazendo variar o passo da pá, conforme a direção para onde se deseja movimentar o helicóptero. É o comando usado para fazer a aeronave ir para frente ou para trás ou para os lados.
A alavanca de passo coletivo, localizada a esquerda do assento do piloto, modifica o passo de todas as pás do(s) rotor(es) principal(is) de forma igual e simultânea, permitindo que o helicóptero ganhe ou perca altura. Em helicópteros mais antigos, era acoplada nessa alavanca uma manete de aceleração do motor, permitindo que o piloto mantivesse a rotação do rotor constante. Atualmente essa função é feita de forma automática, sem intervenção do piloto.
Em helicópteros com um rotor principal, os pedais são usados para ajustar o passo das pás do rotor de cauda, contrariando o torque gerado pelo rotor principal, evitando que o helicóptero gire no sentido inverso ao do rotor principal do helicóptero. Dessa forma o piloto pode usar esse comando para fazer a aeronave girar em torno de seu eixo, controlando assim sua direção. Em helicópteros de mais de um rotor principal, os pedais, por meio de um complexo mecanismo, ajustam o passo coletivo de cada um dos rotores, oferecendo ao piloto a chance que ele ajuste a direção da aeronave por meio do torque gerado pelos rotores.

## Sistemas de controle de voo

### Mecânicos

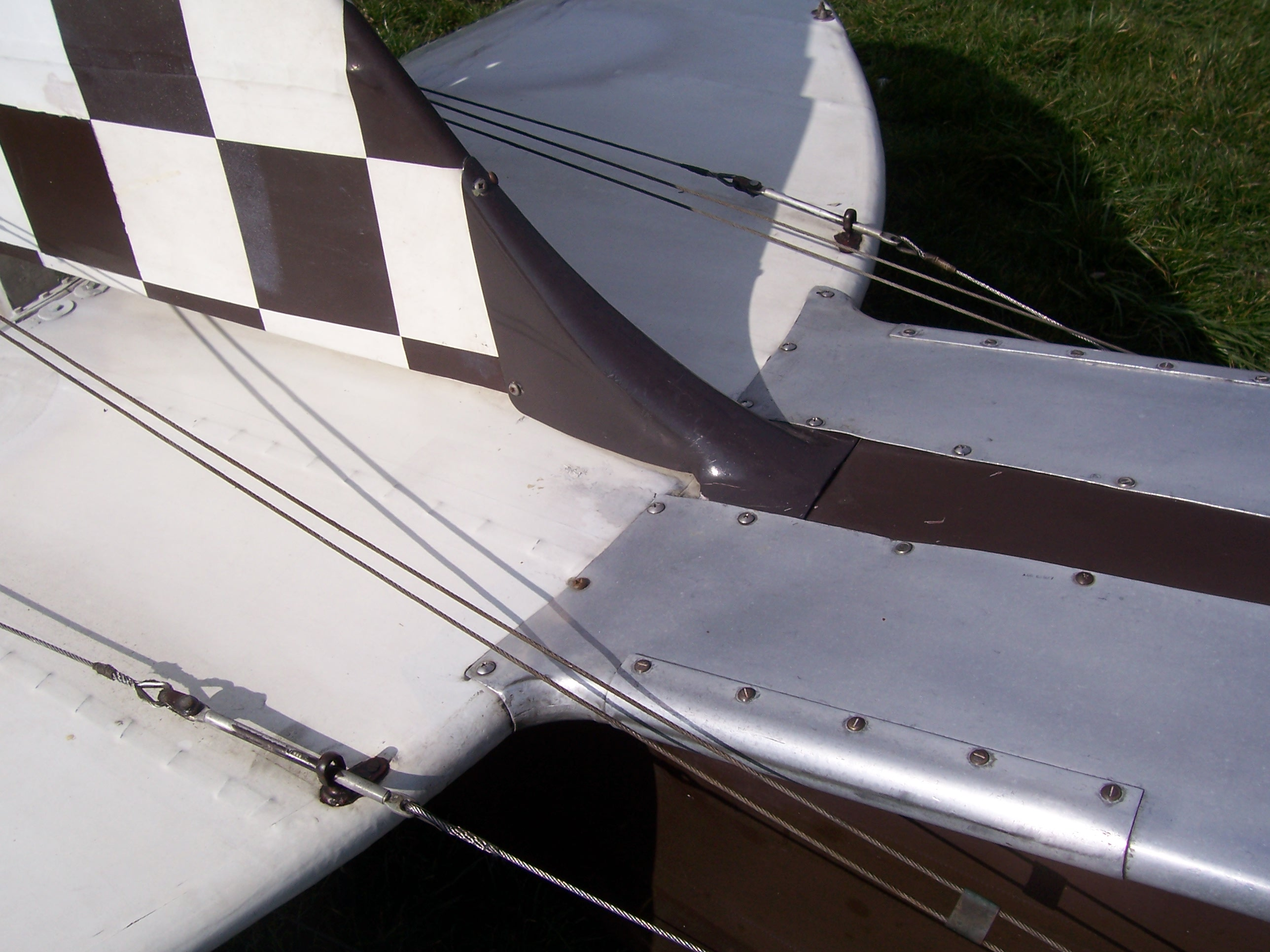
Cabos de comando do profundor e do leme de um de Havilland Tiger Moth

Sistemas de controle de voo mecânicos ou operados manualmente são o método mais básico para o controle de uma aeronave. Eram utilizados em aeronaves antigas e atualmente em pequenas aeronaves, nas quais as forças aerodinâmicas não são excessivas. Nas primeiras aeronaves, tais como o Wright Flyer I, Blériot XI e o Fokker Eindecker, era utilizado o sistema de "wing warping", onde não haviam superfícies de controle convencionais nas asas, e por vezes, nem um controle de pitch, como no Wright Flyer I e versões originais de 1909 do Etrich Taube, que possuíam apenas um leme pivotado além dos controles operados através de torção das asas, para controlar o pitch e o roll. Um sistema de controle de voo manual utiliza uma coleção de partes mecânicas, tais como varetas, cabos de tensão, polias, contrapesos e algumas vezes correntes para transmitir as forças aplicadas na cabine de pilotagem diretamente para as superfícies de comando. Esticadores são comumente usados para ajustar a tensão do cabo de controle. O Cessna 172 é um exemplo clássico de uma aeronave que utiliza este tipo de sistema. Travas de comando são utilizadas em aeronaves estacionadas para proteger as superfícies de comando e cabos de possíveis danos causados pelo vento.
Um aumento na área de uma superfície de comando são necessários para aeronaves maiores ou com alta carga, pois altas velocidades em aeronaves menores levam a um aumento na força requerida para mover uma superfície de comando. Consequentemente, alguns ajustes na disposição foram desenvolvidos para obter-se a máxima força mecânica, reduzindo assim as forças requeridas pelo piloto Este tipo de disposição podem ser encontrados em aeronaves maiores ou de alto desempenho, como o Fokker 50.
Alguns sistemas de controle de voo mecânicos utilizam servo tabs para prover uma assistência aerodinâmica. Os servo tabs são pequenas superfícies ligadas às superfícies de comando. Os mecanismos de controle de voo movimentam esses tabs, as forças aerodinâmicas por sua vez se movem, ou auxiliam no movimento das superfícies de comando, reduzindo a quantia de força mecânica necessária. Estes servo tabs foram utilizados em antigos aeronaves comerciais e nos primeiros aviões a jato. O Boeing 737 possui um sistema que no caso de uma perda total do sistema hidráulico, automaticamente passa a ser controlado através de servo-tabs.

### Hidromecânicos
A complexidade e o peso de sistemas de controle de voo mecânicos aumentaram consideravelmente com o tamanho e desempenho das aeronaves. Superfícies de comando hidráulicas ajudam a superar estas limitações. Com os sistemas de controle de voo hidráulicos, o tamanho e desempenho das aeronaves são limitados pela economia, ao invés da força muscular de um piloto. No início, apenas sistemas parcialmente auxiliados eram usados, de forma que o piloto ainda pudesse sentir a carga aerodinâmica nas superfícies de comando (retroalimentação).
Um sistema de controle de voo hidromecânico possui basicamente duas partes:
- O circuito mecânico, que liga os controles da cabine de pilotagem aos circuitos hidráulicos. Assim como no sistema de controle de voo mecânico, este consiste de varetas, cabos, polias e por vezes correntes.
- O circuito hidráulico, possui bombas hidráulicas, reservatórios, filtros, tubo, válvulas e atuadores. Os atuadores são movimentados por pressão hidráulica gerada pelas bombas no circuito hidráulico. Os atuadores convertem pressão hidráulica em movimentos da superfície de comando. As servoválvulas eletrohidráulicas controlam o movimento dos atuadores.

O movimento de um comando realizado pelo piloto faz com que o circuito mecânico abra a servoválvula no circuito hidráulico. O circuito hidráulico então alimentam os atuadores que movem as superfícies de comando. Assim que o atuador se movimenta, a servoválvula eletrohidráulica é fechada por uma ligação mecânica de retroalimentação - a que faz parar o movimento da superfície de comando na posição desejada. 
Esta disposição pode ser encontrada em aeronaves de transporte antigas e algumas aeronaves de alto desempenho, tais como o Antonov An-225 e o Lockheed SR-71.

#### Dispositivos de sensibilidade artificial
Com sistemas de controle de voo puramente mecânicos, as forças aerodinâmicas nas superfícies de comando são transmitidas através dos mecanismos e sentidas diretamente pelo piloto, permitindo uma retroalimentação tátil das forças exercidas. Com os sistemas de controle de voo hidromecânicos, entretanto, a cargas nas superfícies não podem ser sentidas, e há o risco de haver uma hipertensão na aeronave através de comandos exagerados das superfícies de comando. Para superar este problema, sistemas de sensibilidade artificial podem ser utilziados. Por exemplo, nos controles do bombardeiro Avro Vulcan e do interceptador supersônico Avro Canada CF-105 (ambos projetos da década de 1950), a retroalimentação da força requerida era conseguida através de uma mola. O fulcro deste dispositivo foi movido na proporção do quadrado da velocidade (para os profundores), dando uma maior resistência dos comandos em alta velocidade. Nos comandos do Vought F-8 Crusader e do Vought A-7 Corsair II, um contrapeso era usado no stick no eixo de pitch, fornecendo uma retroalimentação proporcional à aceleração normal do avião.

#### Stick shaker
O ''stick shaker'' é um dispositivo (disponível em algumas aeronaves) que é anexa à coluna de controle, que faz tremer a coluna de controle quando a aeronave está prestes a estolar. Em algumas aeronaves como o McDonnell Douglas DC-10 há uma fonte de alimentação elétrica sobressalente que o piloto pode ligar para reativar o stick shaker caso a conexão hidráulica ao stick shaker seja perdida.

### Sistemas de controle Fly-by-wire
O sistema fly-by-wire (FBW) substitui o controle de voo manual de uma aeronave com uma interface eletrônica. Os movimentos dos controles de voo são convertidos em sinais eletrônicos transmitidos por cabos (por isto o termo fly-by-wire), e os computadores de controle de voo determinam quanto será necessário mover os atuadores em cada superfície de comando para exercer o comando requerido. Alguns comandos são enviados diretamente do computador para as superfícies de comando, com a tarefa de manter a aeronave estabilizada e outras tarefas parecidas. O sistema eletrônico para controle de voo é parte do sistema de Aviónica de uma aeronave. 
Fly-by-optics, também conhecido como fly-by-light, é um projeto derivado do fly-by-wire, utilizando cabos de fibra ótica. 

## Pesquisa
Muitas pesquisas de tecnologia e esforços voltados ao desenvolvimento existem para integrar as funções dos sistemas de controle de voo, assim como os ailerons, o profundor, elevons, flaps e flaperons nas asas para executarem seus propósitos aerodinâmicos com as vantagens de menos: massa, custo, arrasto, inércia (para uma resposta mais rápida e mais forte), complexidade (mecanicamente mais simples, menos partes se movendo nas superfícies, menos manutenção) e RCS para aeronaves stealth. Estas tecnologias podem ser usadas em VANTs e aviões caça de 6ª geração. Duas tecnologias promissoras são: Asa flexível e Controle de fluxo ativo.

### Asa flexível
Com a asa flexível, a maior parte ou toda a superfície da asa pode mudar o formato em voo para desviar o fluxo de ar, como um ornitóptero. Asa adaptável é um esforço militar e comercial para atingir isto. O projeto X-53 Active Aeroelastic Wing era realizado pela Força Aérea dos Estados Unidos, NASA, e Boeing.

### Controle de fluxo ativo
No Controle de fluxo ativo, as forças nos veículos ocorrem através de um controle de circulação, no qual maiores e mais complexas partes mecânicas são substituídas por sistemas de fluido mais simples e menores (slots que emitem fluxo de ar) onde grandes forças nos fluidos são divergidas por pequenos jatos de fluido intermitentemente, a fim de mudar a direção dos veículos. Desta forma, o controle de fluxo ativo promete uma menor massa, custos (até 50% menores), e tempos de resposta de inércia muito baixos, além da simplicidade. Isso foi demonstrado pelo Demon UAV, que voou pela primeira vez, no Reino Unido, em Setembro de 2010.